# Motoarena Toruń im. Mariana Rosego

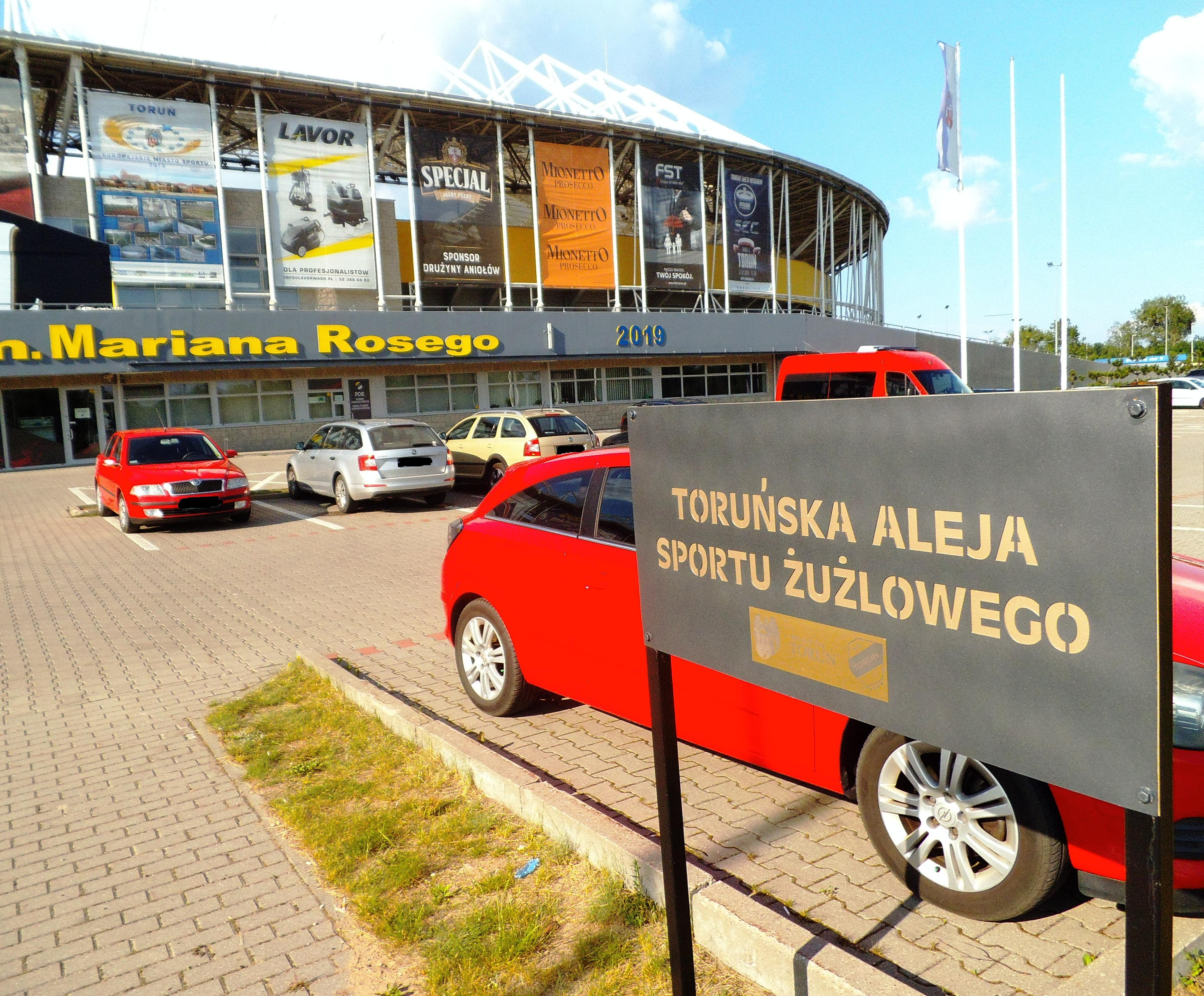
Toruńska Aleja Sportu Żużlowego

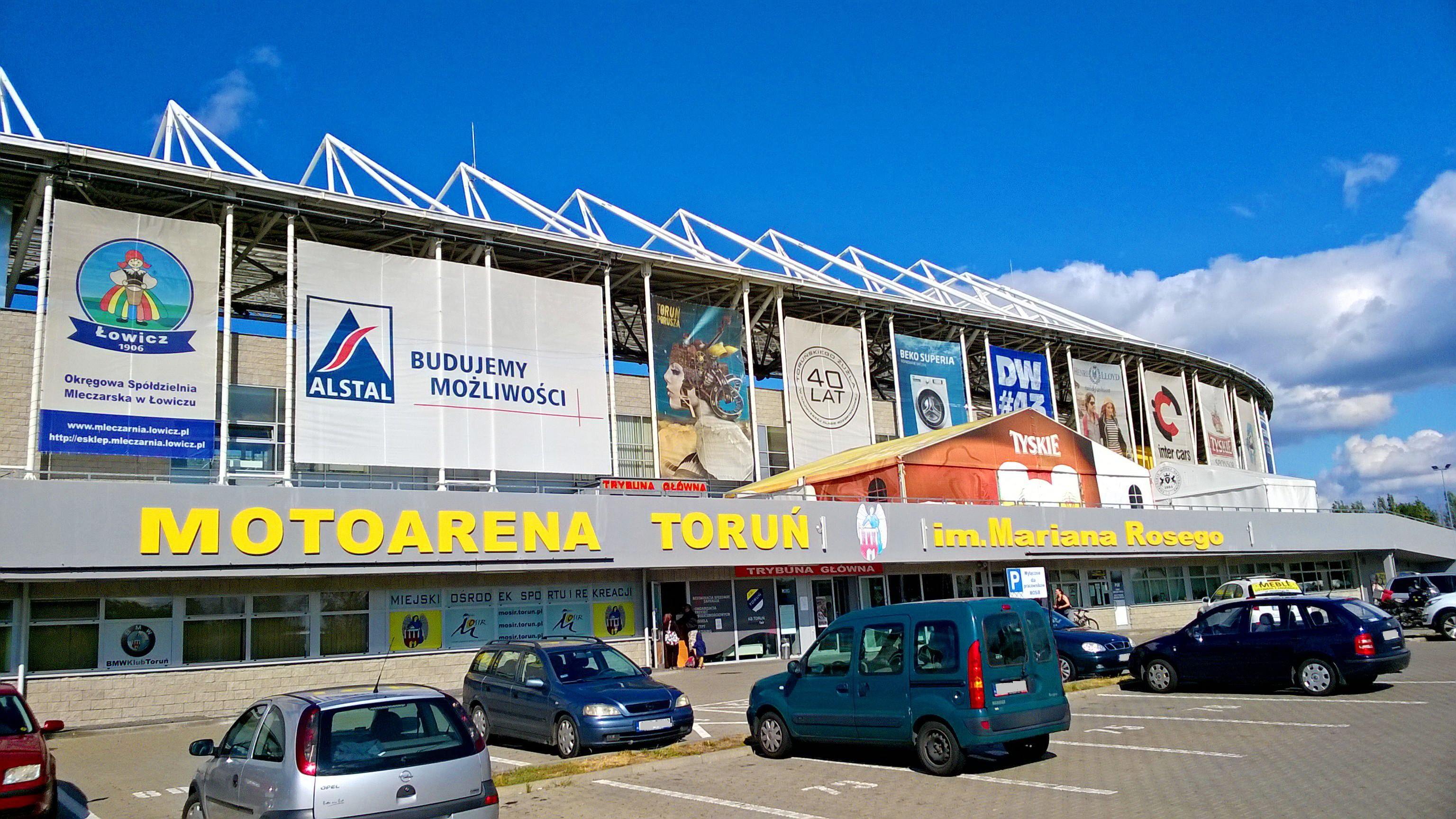
Stadion żużlowy widziany od strony południowej

Motoarena Toruń im. Mariana Rosego – stadion żużlowy w Toruniu, użytkowany przez KS Toruń. Znajduje się przy ul. Pera Jonssona 7.

## Historia
Poprzedni obiekt, również noszący imię Mariana Rosego, służył toruńskim żużlowcom od 1950 roku. Po raz ostatni przy ulicy Broniewskiego Anioły ścigały się podczas zwycięskiego finału DMP 2008 w październiku tegoż roku. Jednak już w czerwcu ruszyła budowa nowej areny żużlowej przy Szosie Bydgoskiej. Projekt realizowała firma Alstal, która zwyciężyła w przetargu ogłoszonym przez prezydenta Torunia w grudniu 2006 roku. Obiekt został oddany do użytku z nieznacznym opóźnieniem w stosunku do pierwotnego planu, pod koniec kwietnia 2009 roku, co było przyczyną przełożenia pierwszego spotkania z ekipą Falubazu Zielona Góra. Inauguracja Motoareny, jak nazwano nowy stadion, miała ostatecznie miejsce 3 maja 2009 roku. Wówczas to ówczesny mistrz, Unibax Toruń, podejmował wicemistrza, Unię Leszno. Mecz zakończył się zwycięstwem gospodarzy, a pierwszym rekordzistą toru został zawodnik z Leszna – Leigh Adams.
25 lipca 2009 roku na toruńskim torze odbył się finał indywidualnych mistrzostw Polski. Zwyciężył Tomasz Gollob przed Krzysztofem Kasprzakiem i Januszem Kołodziejem.
8 października 2009 roku ogłoszono, że Toruń i Motoarena będą przez kolejne pięć lat (2010–2014) gospodarzem jednego z turniejów z cyklu Grand Prix.
11 czerwca 2011 roku na Motoarenie odbył się koncert Roda Stewarta.

## Konstrukcja
Teren stadionu obejmuje sam stadion, a także parking na 502 samochody osobowe, 12 autobusów oraz 94 miejsca VIP. Początkowo tor miał długość 325 metrów, jednak przed sezonem 2017 została zmieniona geometria drugiego łuku, w wyniku czego zmieniła się długość toru i wynosi obecnie 318 metrów. Długość prostych wynosi 62 metry każda. Promień łuków to 31 metrów. Szerokość pokrytego granitem toru jest zmienna – na prostych wynosi 12 metrów, na łukach 18. Bandy toru od widowni oddziela przestrzeń 3 metrów. Innowacyjnym rozwiązaniem zastosowanym podczas budowy toru jest nachylenie toru do wewnątrz. Na prostych wynosi ono około 4% (tj. 50 cm), a na łukach 6÷7% (tj. 110 cm). Cecha ta ma umożliwiać zawodnikom rozwijanie wyższych prędkości, oraz ułatwić wyprzedzanie na dystansie. Centrum toru nie jest dostosowane do prowadzenia dyscyplin sportowych innych niż sport żużlowy. Niejednokrotnie można spotkać się z opinią, że jest to najnowocześniejszy tor żużlowy na świecie.

## Rekordy toru
| Tor | Czas  | Zawodnik              | Narodowość        | Klub                    | Data       | Zawody                                                   |
| --- | ----- | --------------------- | ----------------- | ----------------------- | ---------- | -------------------------------------------------------- |
| 325 | 59,21 | Jurica Pavlic         | Chorwacja         | Unia Leszno             | 03.05.2009 | mecz ekstraligi Unibax Toruń – Unia Leszno               |
| 325 | 58,59 | Leigh Adams           | Australia         | Unia Leszno             | 03.05.2009 | mecz ekstraligi Unibax Toruń – Unia Leszno               |
| 325 | 58,06 | Leigh Adams           | Australia         | Unia Leszno             | 03.05.2009 | mecz ekstraligi Unibax Toruń – Unia Leszno               |
| 325 | 57,84 | Ryan Sullivan         | Australia         | Unibax Toruń            | 14.06.2009 | mecz ekstraligi Unibax Toruń – Caelum Stal Gorzów        |
| 325 | 57,72 | Adrian Miedziński     | Polska            | Unibax Toruń            | 14.06.2009 | mecz ekstraligi Unibax Toruń – Caelum Stal Gorzów        |
| 325 | 57,63 | Tomasz Gollob         | Polska            | Caelum Stal Gorzów      | 14.06.2009 | mecz ekstraligi Unibax Toruń – Caelum Stal Gorzów        |
| 325 | 57,39 | Adrian Miedziński     | Polska            | Unibax Toruń            | 13.09.2009 | mecz ekstraligi Unibax Toruń – Włókniarz Częstochowa     |
| 325 | 57,26 | Ryan Sullivan         | Australia         | Unibax Toruń            | 13.09.2009 | mecz ekstraligi Unibax Toruń – Włókniarz Częstochowa     |
| 325 | 57,10 | Adrian Miedziński     | Polska            | Unibax Toruń            | 23.05.2010 | mecz ekstraligi Unibax Toruń – Caelum Stal Gorzów        |
| 325 | 57,09 | Ryan Sullivan         | Australia         | Unibax Toruń            | 23.05.2010 | mecz ekstraligi Unibax Toruń – Caelum Stal Gorzów        |
| 325 | 57,07 | Tomasz Gollob         | Polska            | Caelum Stal Gorzów      | 23.05.2010 | mecz ekstraligi Unibax Toruń – Caelum Stal Gorzów        |
| 325 | 56,83 | Chris Holder          | Australia         | Get Well Toruń          | 01.05.2016 | mecz ekstraligi Get Well Toruń – Unia Tarnów             |
| 325 | 56,40 | Greg Hancock          | Stany Zjednoczone | Get Well Toruń          | 01.05.2016 | mecz ekstraligi Get Well Toruń – Unia Tarnów             |
| 318 | 59,90 | Piotr Pawlicki        | Polska            |                         | 25.03.2017 | I runda Speedway Best Pairs                              |
| 318 | 59,69 | Chris Holder          | Australia         |                         | 25.03.2017 | I runda Speedway Best Pairs                              |
| 318 | 59,13 | Krzysztof Kasprzak    | Polska            |                         | 25.03.2017 | I runda Speedway Best Pairs                              |
| 318 | 58,69 | Kai Huckenbeck        | Niemcy            |                         | 25.03.2017 | I runda Speedway Best Pairs                              |
| 318 | 58,25 | Bartosz Zmarzlik      | Polska            |                         | 25.03.2017 | I runda Speedway Best Pairs                              |
| 318 | 58,17 | Igor Kopeć-Sobczyński | Polska            | Get Well Toruń          | 17.04.2017 | mecz ekstraligi Get Well Toruń – Cash Broker Stal Gorzów |
| 318 | 57,91 | Przemysław Pawlicki   | Polska            | Cash Broker Stal Gorzów | 17.04.2017 | mecz ekstraligi Get Well Toruń – Cash Broker Stal Gorzów |
| 318 | 57,56 | Bartosz Zmarzlik      | Polska            | Cash Broker Stal Gorzów | 17.04.2017 | mecz ekstraligi Get Well Toruń – Cash Broker Stal Gorzów |
| 318 | 57,25 | Antonio Lindbäck      | Szwecja           | MrGarden GKM Grudziądz  | 20.08.2017 | mecz ekstraligi Get Well Toruń – MrGarden GKM Grudziądz  |
| 318 | 56,97 | Krzysztof Buczkowski  | Polska            | MrGarden GKM Grudziądz  | 20.08.2017 | mecz ekstraligi Get Well Toruń – MrGarden GKM Grudziądz  |
| 318 | 56,68 | Artiom Łaguta         | Rosja             | MrGarden GKM Grudziądz  | 20.08.2017 | mecz ekstraligi Get Well Toruń – MrGarden GKM Grudziądz  |
| 318 | 56,50 | Jack Holder           | Australia         | Get Well Toruń          | 20.08.2017 | mecz ekstraligi Get Well Toruń – MrGarden GKM Grudziądz  |

## Nagrody i wyróżnienia
- 2019 - stadion został wyróżniony jako „Obiekty Sportowe XX-lecia”[5]

## Toruńska Aleja Sportu Żużlowego
W sąsiedztwie Motoareny Toruń znajduje się Toruńska Aleja Sportu Żużlowego,  aleja z wmurowanymi w trotuar tablicami, upamiętniającymi osoby zasłużone dla sportu żużlowego w Toruniu. Powstała ona w 2019 roku, w 10. rocznicę oddania do użytku stadionu żużlowego. Pierwsza tabliczka upamiętnia Mariana Rosego. Swoje tablice mają również: Jan Ząbik (2019), Per Jonsson (2019), Ryan Sullivan (2023).